# Espiral de lituus

Espiral de lituus per una r positiva.

Una Espiral de Lituus és una corba plana en la qual l'angle és inversament proporcional al quadrat del radi, en coordenades polars la seva equació és {\displaystyle r^{2}=a/\theta } on a és una constant.
Aquesta espiral és asimptòtica a la recta {\displaystyle \theta =0}; el lituus s'aproxima cada cop més a l'origen, però no hi arriba mai.
Fou publicada per primer cop l'any 1722 pel matemàtic anglès Roger Cotes. L'espiral deu el seu nom a una antiga trompeta romana anomenada lituus. En art, l'espiral de lituus és una forma recurrent anomenada voluta. El lituus també era un bastó corbat que feia servir el clero romà antic. El lituus també havia estat utilitzat com a símbol el col·legi dels àugurs romans per diferenciar-se de la resta del clero, i aquesta forma apareix en les monedes romanes.